# Língua lumum
Lumun (Lomon), também Kuku-Lumun, é uma língua Talodi da família das Nigero-Congolesa falada no Cordofãop, Sudão.

## Amostra de texto
Ca'ri c-'rek c-okat cik cukku Torru, ana amma cukku c-aat ul w-urukot i-pira thuput nti icarak co man. Ukkul w-'rek w-okat cik w-occot k'ran itti Olotti ana okin th-onat no ka'ran i-koccot k'ran itti Thoicang uwo oingkanthet noththok po E'reme.
Português
Uma história ocorreu na terra de Lumun no outono; No Outono, as pessoas que têm animais os movem na floresta para mais próximo de suas casas. Um certo menino chamado Loti tinha animais no lugar chamado Toijang, que ficamaisabaixo do país do Aceron.